# 上荒川パーキングエリア
上荒川パーキングエリア（かみあらかわパーキングエリア）は、兵庫県三木市吉川町上荒川の舞鶴若狭自動車道上にあるパーキングエリア。

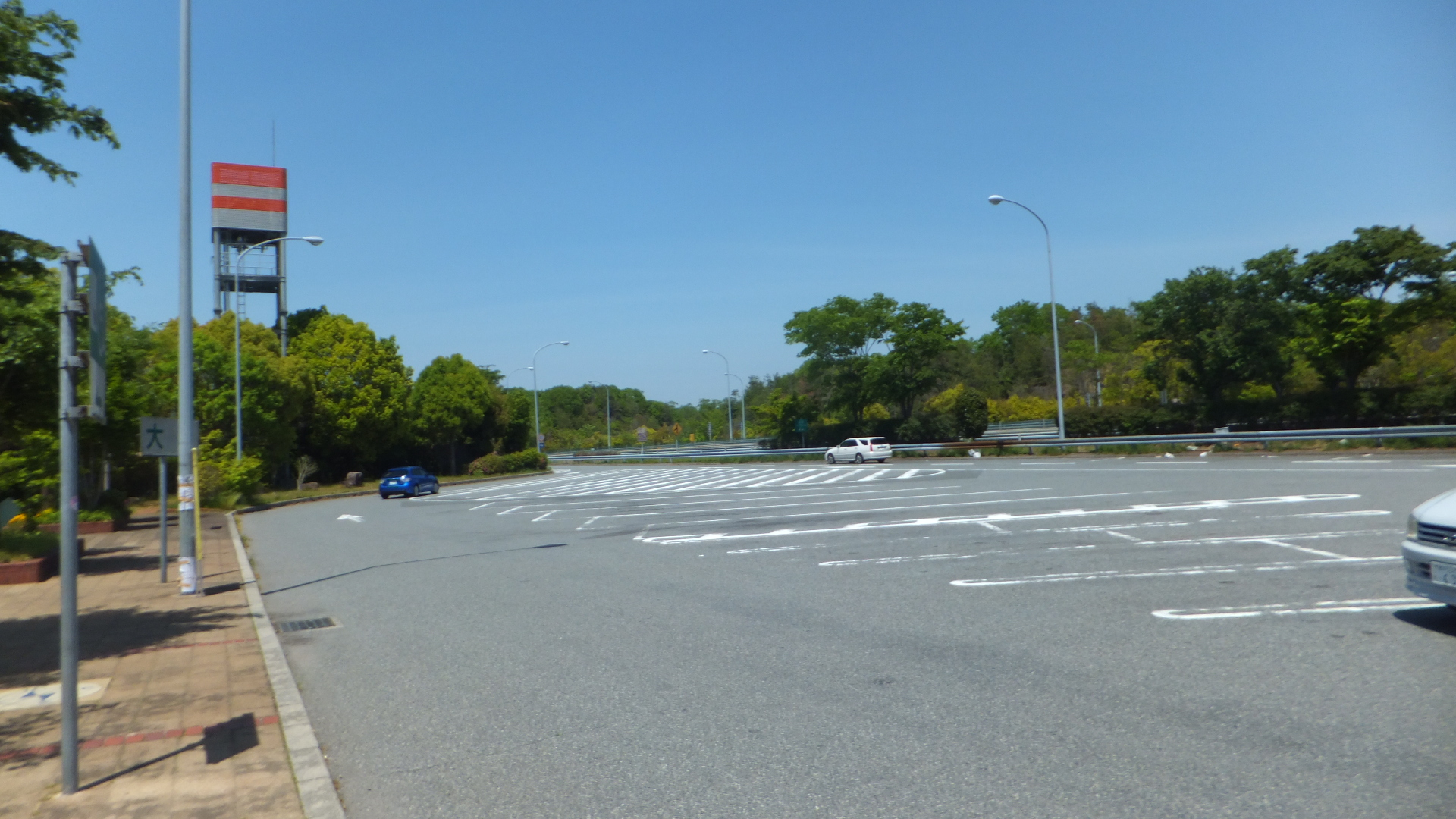
駐車場

## 施設

### 上り線（吉川方面）
- 駐車場[1]
  - 大型：5台
  - 小型：20台
  - トレーラー：2台
  - 身障者用
    - 小型：1台
- トイレ[1]
  - 男性：大4 (和式1・洋式3) 小8
  - 女性：8 (和式1・洋式7)
  - 身障者用：1
- 自動販売機[1]

### 下り線（舞鶴方面）
- 駐車場[2]
  - 大型：5台
  - 小型：20台
  - トレーラー：2台
  - 身障者用
    - 小型：1台
- トイレ[2]
  - 男性：大6(和式1・洋式5) 小6
  - 女性：8 (和式1・洋式7)
  - 身障者用：1
- 自動販売機[2]

## バス停留所
高速道路用のバス停留所（上荒川バスストップ）が設けられているが、現在は使用されていない。

## 隣
E27 舞鶴若狭自動車道
(6) 吉川JCT - 上荒川PA - (1) 三田西IC